# Origin (demo CD)
Origin je prvi demouradak alternativne rock skupine Evanescence kojeg je objavila diskografska kuća Bigwig Enterprises. Objavljen je u 2.500 primjeraka, no kako se sastavu povećavala popularnost, tako su nastale i brojne piratske kopije, iako su članovi grupe izjavili kako im je draže kad njihovi fanovi downloadaju (skidaju) CD nego kad ih kupuju.

## Popis pjesama
1. "Anywhere" - 0:25
2. "Origin" - 0:38
3. "Whisper" - 3:56
4. "Imaginary" - 3:31
5. "My Immortal" - 4:26
6. "Where Will You Go" - 3:47
7. "Field of Innocence" - 5:13
8. "Even In Death" - 4:09
9. "Anywhere" - 6:03
10. "Lies" - 3:49
11. "Away From Me" - 3:30
12. "Eternal" - 7:32